# Saix (Vienne)
Saix település Franciaországban, Vienne megyében. Lakosainak száma 263 fő (2022. január 1.). Saix Épieds, Fontevraud-l’Abbaye, Morton, Raslay és Roiffé községekkel határos.

## Népesség
A település népessége az elmúlt években az alábbi módon változott:
| Lakosok száma | 289  | 290  | 295  | 290  | 291  | 290  | 289  | 276  | 263  |
|               | 2013 | 2015 | 2016 | 2017 | 2018 | 2019 | 2020 | 2021 | 2022 |